# 津輕湯之澤站
津輕湯之澤站（日语：／ Tsugaruyunosawa eki */?）是位於青森縣平川市碇關，屬於東日本旅客鐵道（JR東日本）的奧羽本線車站。本站為奧羽本線進入青森縣後的首座車站。
本站於冬季期間休業，所有列車均會通過不停靠；而在其他時間，黃昏兩班下行和晚上兩班普通列車也會通過此站。

## 車站構造

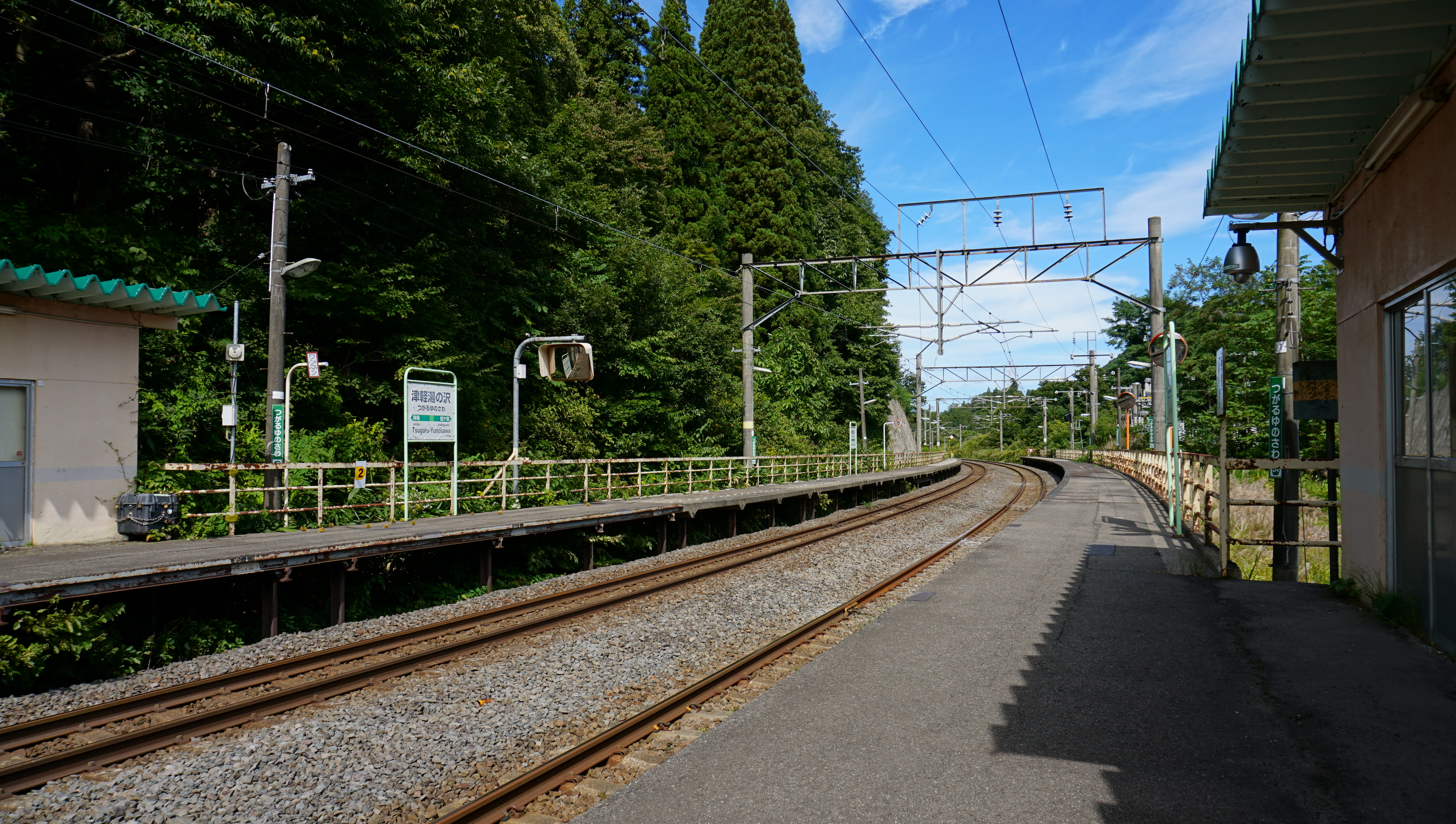
月台

本站的站房為以木板搭建而成的單層站房，並且是由弘前站負責管理的無人車站。

### 月台
設有側式月台2個，由於車站建於路堤上，月台之間的連接採用了地下隧道方式連接，而非一般採用行人天橋或橫越路軌的平交道方式連接。
| 月台 | 路線      | 上下行 | 方向           |
| ---- | --------- | ------ | -------------- |
| 1    | ■奧羽本線 | 上行   | 大館、秋田方向 |
| 2    | ■奧羽本線 | 下行   | 弘前、青森方向 |

## 歷史
- 1949年6月1日：奧羽本線開設此站。為一般車站，當時位於南津輕郡碇關村（日语：碇ヶ関村）[1]。
- 1971年10月1日：降為無人車站。
- 1987年4月1日：隨國鐵分割民營化，車站由東日本旅客鐵道（JR東日本）營運。
- 2018年12月1日：改為冬季（12月1日至翌年3月31日）通過車站[2][4]。

## 車站周邊
車站周邊沒有住宅（秘境車站）。
- 國道7號
- 國道282號（日语：国道282号）
- 津刈溫泉
  - 另外，雖然此站為冬季通過站，與赤岩站（全年通過站）、北上線平石站和矢美津站不同，此站設有巴士路線（弘南巴士（日语：弘南バス）碇關線（日语：弘南バス弘前営業所#弘前 - 大鰐・碇ヶ関線））在冬季仍然設有服務，因此在冬季仍然可使用公共交通工具前往車站周邊。

## 相鄰車站
東日本旅客鐵道（JR東日本）
■奧羽本線
□快速
通過
■普通
陣場－津輕湯之澤－碇關
所有列車會在冬季期間（部分列車為全年）通過此站。

## 外部連結
- 車站資訊（津輕湯之澤）：東日本旅客鐵道（日語）